# 지촌초등학교 원평분교
지촌초등학교 원평분교는 대한민국 강원특별자치도 춘천시 사북면 말고개길 82-35 (원평리)에 있었던 공립 초등학교이다.

## 학교 연혁
- 1964년 12월 28일 지촌국민학교 원평분실 설립
- 1969년 1월 5일 원평국민학교로 승격
- 1981년 3월 1일 지촌국민학교 원평분교장으로 격하
- 1996년 3월 1일 지촌초등학교 원평분교로 개칭
- 1997년 3월 1일 폐교 (지촌초등학교 통합)